# Понте Рицоли (Болоња)
Понте Рицоли (итал. Ponte Rizzoli) је насеље у Италији у округу Болоња, региону Емилија-Ромања.
Према процени из 2011. у насељу је живело 589 становника. Насеље се налази на надморској висини од 44 м.